# Kapelle Glacis (Luxemburg)

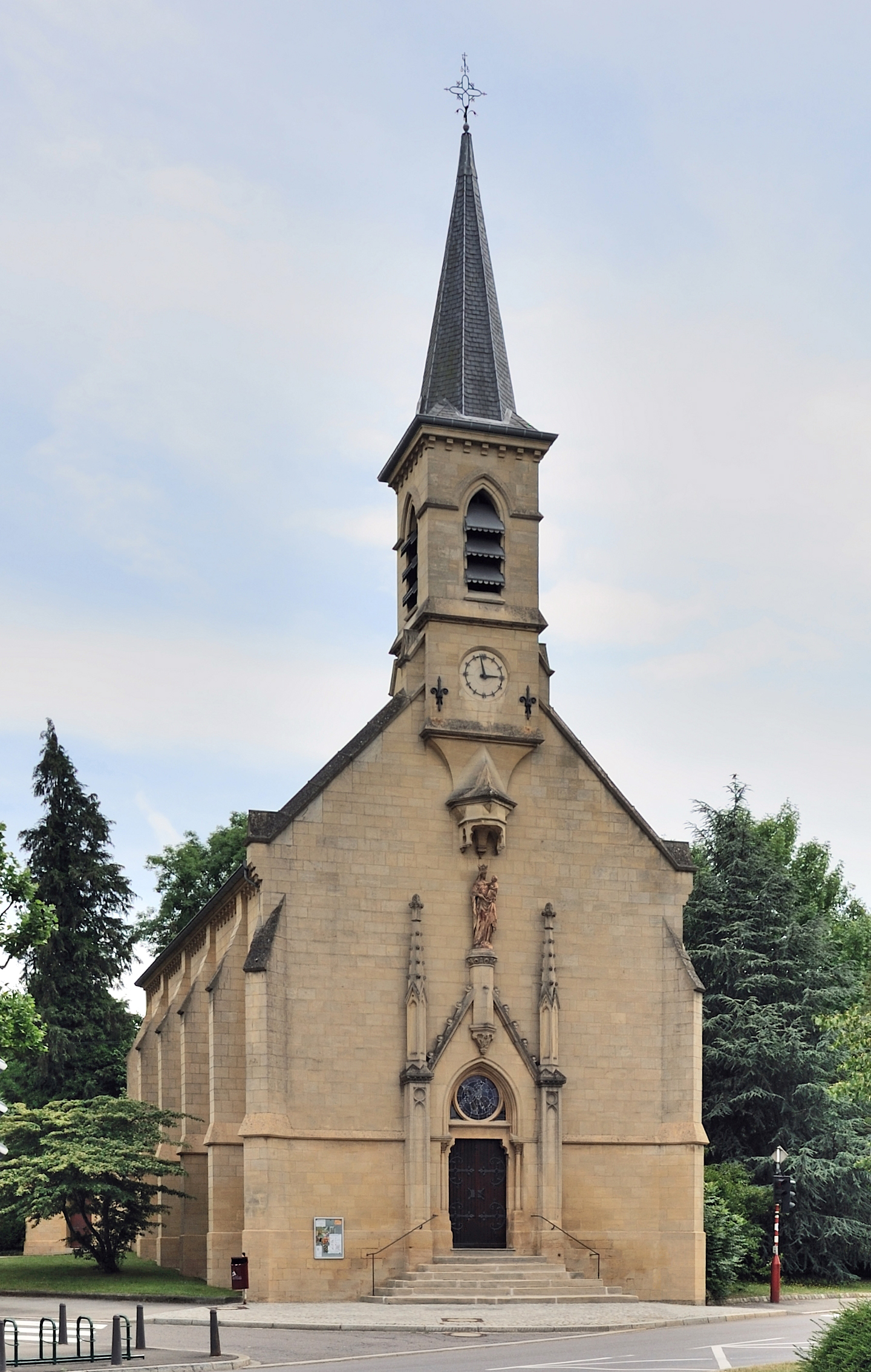
Glaciskapelle, Außenansicht

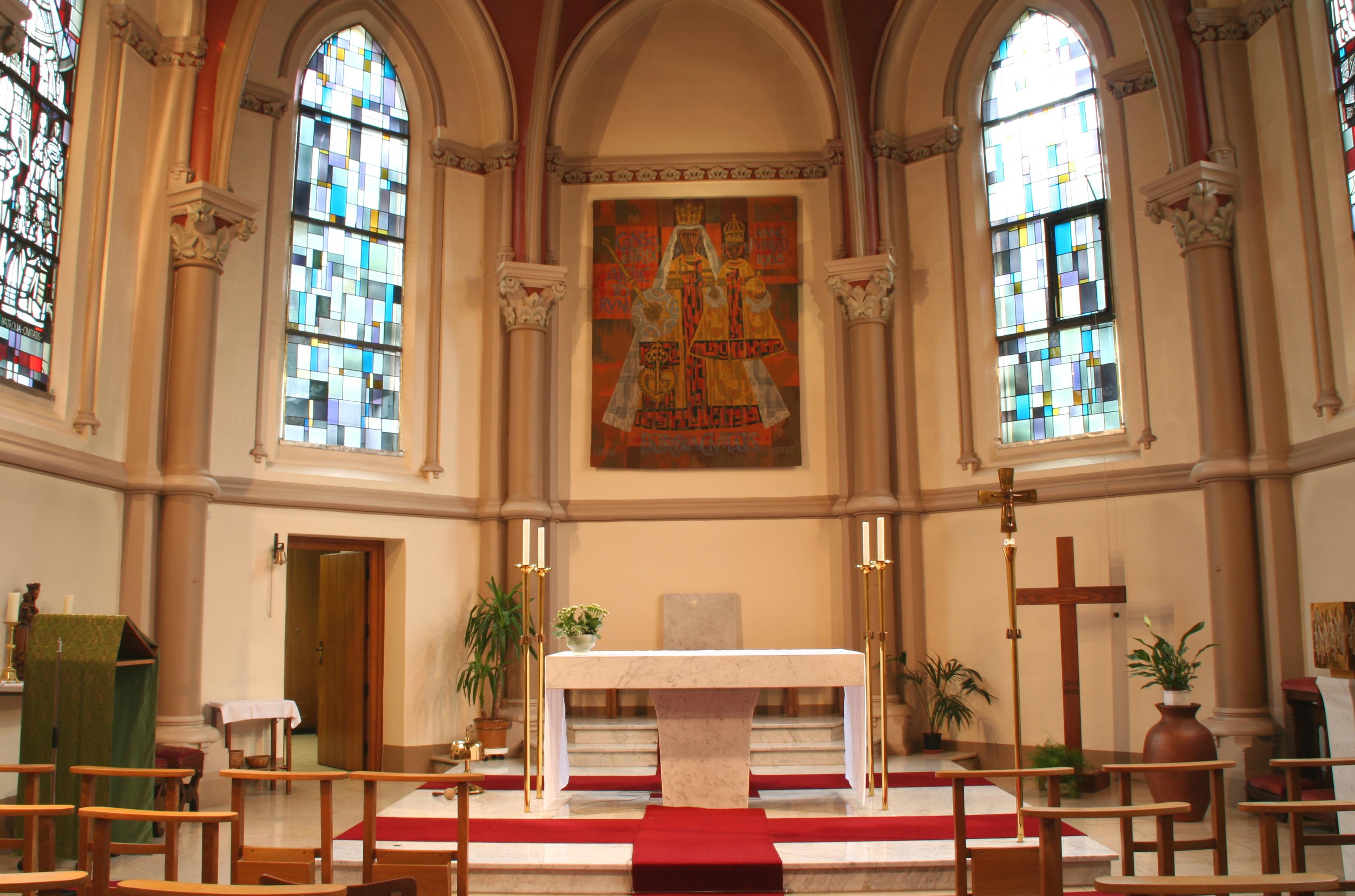
Glaciskapelle innen

Die derzeitige Kapelle Glacis (luxemburgisch: Glaciskapell) steht dort, wo schon die erste, gleichen Namens, aus dem Jahre 1626 stand. Erbaut wurde die heutige auf Wunsch von Bischof Nicolas Adames, nach Plänen des Staatsarchitekten Charles Arendt. Die Weihe war im Jahre 1885 durch Bischof Jean Joseph Koppes.

## Geschichte
Ursprung der Kapelle ist das heute in der Luxemburger Kathedrale verehrte Gnadenbild der Muttergottes als Trösterin der Betrübten.
Die Kapelle steht 100 Meter entfernt von der Stelle, an welcher vor den Toren der Stadt, auf dem heutigen Glacis-Feld, der Jesuitenpater Jacques Brocquart (1588–1660), am 8. Dezember 1624, zusammen mit seinen Studenten des Jesuitenkollegs, eine aus Lindenholz geschnitzte Figur Mariens zur Verehrung aufstellte. Schon im folgenden Jahr konnte der Grundstein zu einer kleinen Kapelle gelegt werden. Als 1626 die Pest ausbrach und der Pater selbst erkrankte, gelobte er die Kapelle zu vollenden, falls er wieder gesund werde. Nachdem dies innerhalb kurzer Zeit geschah, löste er sein Versprechen ein und so konnte das Heiligtum am 10. Mai 1626 feierlich eingeweiht werden. Das Gnadenbild nannte Pater Brocquart „Trösterin der Betrübten“.
Bald setzte ein großer Pilgerstrom ein, es sollen sich zahlreiche Wunder ereignet haben. 1639 wurde die Statue aus der Glaciskapelle erstmals in die damalige Jesuitenkirche (seit 1870 Kathedrale von Luxemburg) übertragen, dort acht Tage lang (= eine Oktav) verehrt und in feierlicher Prozession zur Kapelle auf dem Glacis zurückgeführt. Daher rührt die Luxemburger Nationalwallfahrt der sogenannten Muttergottesoktav. Zur Zeit der Französischen Revolution wurde die Glaciskapelle zerstört, weshalb sich das Gnadenbild seit 1794 permanent in der heutigen Kathedrale befindet.
Die jetzige Glaciskapelle ist eine Neuschöpfung von 1885 am alten Ort, dem Ursprung der Luxemburger Nationalwallfahrt.

## Fenster
Sechs große Fenster von Émile Probst und seiner Frau Denise Probst-Massin aus dem Jahre 1966 bilden einen Zyklus der die Geschichte der Muttergottesverehrung in Luxemburg erzählt. Sie wurden 1966 zum 300. Jubiläum der Erwählung der Muttergottes zur Patronin der Stadt, dem sogenannten „Tricentenaire“ eingesetzt.
Abgebildet die Jahre:
- 1624: Der Jesuitenpater Jacques Broquart führt die erste Statue der „Tréischterin“ („Tréischterin am Leed“ von Trösterin in Leid, auch Consolatrix afflictorum) durch die Stadt
- 1628: Kopie eines Fensters der ersten Kapelle
- 1642: Durch luxemburgische Soldaten kommt eine Gravur der Statue nach Kevelaer
- 1666: Maria wird zur Patronin der Stadt ernannt
- 1684: Über den Mauern der zerstörten Stadt erscheint den Soldaten die Muttergottes
- 1866: „Bicentenaire“ (200-Jahr-Feier) der päpstliche Legat von Papst Pius IX. sendet der Muttergottesstatue eine Krone

## Noch sehenswert
Der große Wandteppich im Chor der Kirche wurde, wie auch die Fenster, 1966 zum Tricentenaire überreicht. Er zeigt Maria die Trösterin der Betrübten und stammt von Émile Probst und seiner Frau Denise Probst-Massin.
In der Kapelle befinden sich die Gräber der beiden ersten Bischöfe von Luxemburg, Nicolas Adames und Jean Joseph Koppes.